# Galba (Cognomen)
Galba war ein römisches Cognomen in der Familie (gens) der Sulpicii. Die Herkunft des Namens war in der Antike umstritten: Sueton führt eine Ableitung vom Galbanharz (galbanum), von galbeum („Armbinde“), der gallischen Bezeichnung galba für einen fetten Menschen oder einem galba genannten kleinen Wurm an.
Bekannte Namensträger waren:
- Galba, römischer Kaiser 68–69 n. Chr.
- Publius Sulpicius Galba Maximus, Konsul 211 v. Chr.
- Servius Sulpicius Galba (Pontifex)
- Servius Sulpicius Galba (Prätor 187 v. Chr.)
- Servius Sulpicius Galba (Konsul 144 v. Chr.)
- Servius Sulpicius Galba (Konsul 108 v. Chr.), Sohn des Vorigen
- Servius Sulpicius Galba (Prätor 54 v. Chr.)
- Gaius Sulpicius Galba (Suffektkonsul 5 v. Chr.), Vater des Kaisers
- Gaius Sulpicius Galba (Konsul 22), Bruder des Kaisers.